# 余積
圏論において、余積（よせき、双対積、双対直積、英: coproduct）あるいは圏論的和（わ、直和、英: sum, direct sum）は、集合の直和、位相空間の直和、群の自由積、加群やベクトル空間の直和などを例として含む圏論的構成である。対象の族の余積は本質的に、族の各対象がそこへの射をもつような「最も固有的でない (least specific)」対象である。それは圏論的（直）積の圏論的双対概念であり、これは定義がすべての矢印を逆にすることを除けば積と同じであることを意味する。名前と表記の一見無害な変化にもかかわらず、余積は積と劇的に異なり得るし、典型的にはそうなる。

## 定義

### 二つの対象の余積
圏 C の二つの対象 X1, X2 に対し、それら二つの対象の余積 X1 ∐ X2（または X1 ⊕ X2 あるいは単に X1 + X2 と書くこともある）とは、二つの射 i1: X1 → X1 ∐ X2 および i2: X2 → X1 ∐ X2 が存在して、以下の普遍性を満足する:
余積の普遍性
任意の対象 Y および射の組 f1: X1 → Y および f2: X2 → Y が与えられたとき、射 f: X1 ∐ X2 → Y が一意に存在して f1 = f ∘ i1 および f2 = f ∘ i2 を満たす。すなわち以下の図式  が可換となる。
この図式を可換にする一意的な射 f は f1 ∐ f2, f1 ⊕ f2, f1 + f2, [f1, f2] などとも書かれる。
射 i1, i2 は標準入射と呼ばれる（が一般には単射でもモノですらもなるとは限らない）。

### 任意個の余積
余積の定義は適当な添字集合 J で添字付けられた任意の対象の族に対して拡張できる。族 {Xj : j ∈ J} の余積とは、対象 X と射の族 ij: Xj → X との組であって、以下の普遍性を満足するものをいう:
余積の普遍性任意の対象 Y および射の族 fj: Xj → Y が与えられたとき、一意的な射 f: X → Y が存在して、任意の j に対して fj = f ∘ ij を満たす。すなわち、図式  が任意の j ∈ J に対して可換となる。
族 {Xj} の余積 X はしばしば X = ∐
j∈J Xj や ⨁
j∈J Xj などと書かれる。また、一意的な射 f が個々の射 fj に依存していることを明示する意味で ∐
j∈J fj: ∐
j∈J Xj → Y あるいは ∐
j∈J (fj: Xj → Y) と書かれることもある。

## 例
集合の圏 Set における余積は、単に集合の直和（非交和）と包含写像である射 ij との組である。直積の場合とは異なり、他の圏における余積は一見して集合の余積に基づくものばかりではない、これは集合の合併は演算を保存することに関してよく振る舞わない（例えば二つの群の和集合が群であるとは限らない）ことによる。それゆえ異なる圏における余積は互いに劇的に異なることがある。例えば、群の圏 Grp における余積（自由積と呼ばれる）は、かなり複雑である。一方、アーベル群の圏 Ab（ベクトル空間の圏あるいはそれらの一般化としての加群の圏でも同じことだが）において、余積（直和と呼ばれる）は、有限個の非零項しかもたない直積の元全体からなる。（したがってそれは有限個の因子の場合には直積と完全に一致する。）
位相空間の場合の余積は、非交和に非交和位相を入れたものである。つまりそれは、台集合の非交和を台として、余積因子である各空間の何れにおいても開となる集合を開集合としたもので、これはむしろわかりやすい例ということになる。ホモトピー論において基本的な基点付き空間の圏において、余積は（空間の集まりを共通の基点で合わせることになる）楔和である。
このように違いを見せながらも、それでもやはり集合の直和はこれら概念の核心的な部分を担っている。アーベル群の直和は（各直和因子の非零元からなる部分集合の非交和に一つの共通零元を付け加えたものという意味で）「ほとんど」非交和として形作られる群である。ベクトル空間に対しても同様で、「ほぼ」非交和によってはられる空間になる。 群の自由積も、生成元の集合の同様の「ほぼ」非交和に対して、異なる集合から来る二つの元が交換することを全く許さないという条件の下で生成される。

## 性質
上で与えられた余積の構成は実は圏論の余極限の特別な場合である。圏 C における余積は離散圏から C の中への任意の関手の余極限として定義できる。一般にはすべての族 {Xj} が余積を持つわけではないが、もし持てば、余積は強い意味で一意である： 
余積の一意性
ij: Xj → X および kj: Xj → Y がともに族 {Xj} の余積ならば、（余積の定義によって）一意的な同型 f: X → Y が存在して各 j ∈ J に対して f ∘ ij = kj となる。
任意の普遍性がそうであるように、余積は普遍射として理解できる。Δ: C → C × C を各対象 X に順序対 (X, X) を、各射 f: X → Y に対し (f, f) を割り当てる対角関手とする。すると C において余積 X + Y は C × C の対象 (X, Y) から関手 Δ への普遍射によって与えられる。
空集合によって添字付けられた余積（つまり空余積 (empty coproduct)）は C の始対象と同じである。
C における U から V への射全体の成す集合（つまり C における Hom-集合）を HomC(U, V) と書けば、自然同型
{\displaystyle \operatorname {Hom} _{C}\!{\Big (}\coprod _{j\in J}X_{j},Y{\Bigr )}\cong \prod _{j\in J}\operatorname {Hom} _{C}(X_{j},Y)}
が存在する。右辺の積は集合の圏 Set における圏論的積、すなわち集合の直積（デカルト積）であることに注意する。この同型は、右辺に属する任意の射、それは射の族 (fj)j∈J ∈ ∏
j∈J Hom(Xj, Y) の形に書ける、を ∐
j∈J fj ∈ Hom(∐
j∈J Xj, Y) に写す全単射によって与えられる。全射性は図式の可換性から従う： すなわち、任意の射は f = ∐
j∈J f ∘ ij の形で掛けるから、これは族 (f ∘ ij)j∈J の余積である。単射性は普遍構成から従う余積の一意性である。同型の自然性もまた図式の結果である。従って反変 Hom-関手は余積を積に変える。別の言い方をすると、逆圏 Copp から Set への関手として、Hom-関手は連続である。ここに、函手が連続であるとは、それが極限を保存するという意味において言う。C における余積（これは余極限の一種であった）は Copp における積（これは極限の一種である）となることに注意せよ。
J によって添字付けられた対象の任意の族が C において余積を持つならば、余積をとる操作は一貫したやり方で取り纏めて函手 CJ → C にすることができる。積の場合と同じく、この関手は共変であることに注意する。
添字集合 J が有限集合のとき、具体的にそれを J = {1, …, n} と書けば、対象の有限列 X1, …, Xn の余積はしばしば X1⊕ ⋯ ⊕ Xn などと書かれる。ここで、C において任意の有限余積が存在すると仮定し、また先に述べたように余積を函手とみなし、C の始対象（空余積に対応する）を 0 と書くものとすれば、自然同型
{\displaystyle {\begin{aligned}&X\oplus (Y\oplus Z)\cong (X\oplus Y)\oplus Z\cong X\oplus Y\oplus Z,\\&X\oplus 0\cong 0\oplus X\cong X,\\&X\oplus Y\cong Y\oplus X\end{aligned}}}
の存在が言える。これらの性質は形式的に（同型を等号で置き換えれば）可換モノイドの性質と同様である。すなわち、有限余積を持った圏は対称モノイド圏の例になっている（デカルト圏の項も参照）。
圏が零対象 Z を持てば、一意的な射 X → Z が存在し（Z が終対象であることによる）、したがって射 X ⊕ Y → Z ⊕ Y が作れる。Z は始対象でもあるから、前の段落で述べた通り自然な同型 Z ⊕ Y ≅ Y がある。したがって射 X ⊕ Y → X および X ⊕ Y → Y を得るから、これによって自然な射 X ⊕ Y → X × Y が推論され、これを帰納法によって任意の有限余積から対応する有限積への自然な射に拡張できる。この射は一般には同型とは限らない: 実際、群の圏 Grp においてそれは真のエピ射となり、基点付き集合の圏 Set∗ においてそれは真のモノ射となる。しかし、任意の前加法圏においてこの射は同型射であり、対応する対象は双積と呼ばれる。すべての有限双積をもつ圏は加法圏と呼ばれる。